# أولكسندر سبيفاك
أولكسندر سبيفاك (بالأوكرانية: Співак Олександр Сергійович) هو لاعب كرة قدم أوكراني في مركز الوسط، ولد في 6 يناير 1975 في ماريوبول في أوكرانيا. شارك مع منتخب أوكرانيا لكرة القدم. أما مع النوادي، فقد لعب مع تشورنومورتس أوديسا وزينيت سانت بطرسبرغ وشاختار دونيتسك وميتالوره زابورجيا ونادي أوديسا.

## وصلات خارجية
- أولكسندر سبيفاك على موقع اتحاد أوكرانيا (الإنجليزية)
- أولكسندر سبيفاك على موقع قاعدة بيانات كرة القدم.إي يو (الإنجليزية)
- أولكسندر سبيفاك على موقع ناشيونال فوتبول تيمز (الإنجليزية)
- أولكسندر سبيفاك على موقع Soccerway.com (الإنجليزية)
- أولكسندر سبيفاك على موقع عالم كرة القدم.نت (الإنجليزية)